# East Hampshire
East Hampshire – dystrykt w hrabstwie Hampshire w Anglii. W 2011 roku dystrykt liczył 115 608 mieszkańców.

## Miasta
- Alton
- Bordon
- Petersfield

## Inne miejscowości
Adhurst St Mary, Arford, Beech, Bentley, Bentworth, Binsted, Blackmoor, Blacknest, Blendworth, Bordean, Bramshott, Bucks Horn Oak, Buriton, Burkham, Catherington, Chalton, Chawton, Chidden, Clanfield, Cold Ash Hill, Colemore, Ditcham, Durford Wood, East Meon, East Tisted, East Worldham, Empshott, Farringdon, Finchdean, Flexcombe, Four Marks, Froxfield Green, Froyle, Golden Pot, Grayshott, Greatham, Griggs Green, Hartley Mauditt, Hawkley, Headley Down, Headley, High Cross, Hollywater, Holybourne, Horndean, Idsworth, Isington, Kingsley, Kitwood, Langrish, Lasham, Lindford, Liphook, Liss, Liss Forest, Longmoor, Lovedean, Lower Wield, Medstead, Monkwood, Neatham, Newton Valence, North Street, Nursted, Oakhanger, Oakshott, Priors Dean, Privett, Ramsdean, Ropley, Ropley Dean, Rowlands Castle, Selborne, Shalden, Sheet, Sleaford, Soldridge, Southrope, Standford, Steep, Stroud, Thedden, Upper Wield, West Liss, West Tisted, West Worldham, Weston, Wheatley, Whitehill, Woolmer, Worldham, Wyck.